# Ustawa o tymczasowym ustroju władz szkolnych
Ustawa o tymczasowym ustroju władz szkolnych − ustawa przyjęta przez Sejm Ustawodawczy 4 czerwca 1920, która naczelne kierownictwo i nadzór zwierzchni nad wychowaniem publicznym w RP powierzyła Ministrowi Wyznań Religijnych i Oświecenia Publicznego (art. 1).
Ustawa weszła w życie 3 tygodnie po wydaniu, tj. 23 czerwca 1920, parokrotnie nowelizowana (1922, 1926, 1934).
Dla celów administracyjnych dzieliła państwo na okręgi szkolne kierowane przez kuratorów. Kuratorium okręgu szkolnego obejmowało jedno lub kilka województw. Do czasu uchwalenia przez sejm ostatecznego ustroju władz szkolnych i samorządu szkolnego pozostawały w mocy przepisy tymczasowe o szkołach elementarnych w Królestwie Polskim z 10 sierpnia i 7 września 1917.

## Akty wykonawcze
- Rozporządzenie Prezydenta RP z dnia 4 lipca 1933 r. o organizacji obwodowych władz szkolnych (Dz.U. z 1933 r. nr 50, poz. 389);
- Rozporządzenie Ministra WRiOP z dnia 14 lipca 1933 r. o podziale okręgów szkolnych na obwody szkolne (Dz.U. z 1933 r. nr 61, poz. 459).

## Akty zmieniające
- Rozporządzenie Rady Ministrów z dnia 13 kwietnia 1922 r. w przedmiocie tymczasowego ustroju władz szkolnych na Ziemi Wileńskiej (Dz.U. z 1922 r. nr 27, poz. 222);
- Rozporządzenie Rady Ministrów z dnia 13 kwietnia 1922 r. w przedmiocie rozciągnięcia mocy obowiązującej ustawy o tymczasowym ustroju władz szkolnych na województwa: nowogródzkie, wołyńskie i poleskie oraz na powiaty: białowieski, grodzieński i wołkowyski województwa białostockiego (Dz.U. z 1922 r. nr 34, poz. 279);
- Rozporządzenie Rady Ministrów z dnia 2 czerwca 1926 r. w sprawie administracji szkolnej w części powiatu nowotarskiego, stanowiącej poprzednio powiat spisko-orawski (Dz.U. z 1926 r. nr 60, poz. 348);
- Rozporządzenie Prezydenta Rzeczypospolitej z dnia 28 grudnia 1934 r. o unormowaniu właściwości władz i trybu postępowania w niektórych działach administracji państwowej (Dz.U. z 1934 r. nr 110, poz. 976)).